# Pfarrkirche St. Agatha (Oberösterreich)

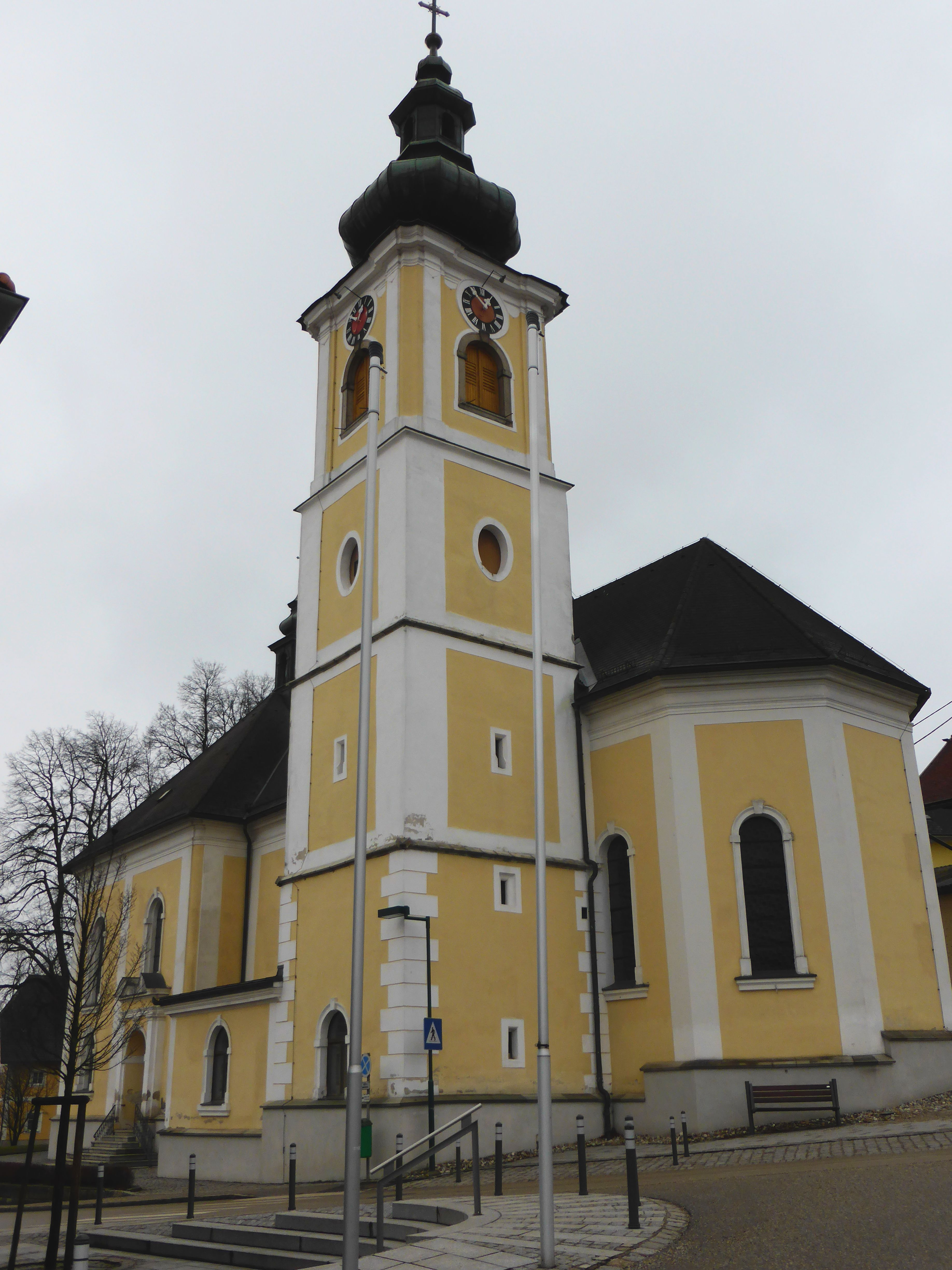
Kath. Pfarrkirche hl. Agatha in St. Agatha in Oberösterreich

Die römisch-katholische Pfarrkirche St. Agatha steht in der Gemeinde St. Agatha im Bezirk Grieskirchen in Oberösterreich. Die auf die heilige Agatha von Catania geweihte Kirche gehört zum Dekanat Peuerbach in der Diözese Linz. Die Kirche steht unter Denkmalschutz.

## Geschichte
Eine Kirche wurde im 14. Jahrhundert urkundlich genannt. Die gotische Landkirche wurde 1900 erweitert und ganz barockisiert.

## Architektur
Das einschiffige vierjochige Langhaus ist kreuzgratgewölbt. Der einjochige flachkuppelgewölbte Chor schließt mit einem Dreizehntelschluss. Der Turm im südlichen Chorwinkel trägt eine Zwiebelhelm mit einer Laterne.

## Ausstattung
Den Hochaltar (1760) und die Kanzel (1765) schuf Franz Stadler aus Neufelden. Die Seitenaltäre sind neuromanisch aus 1889. Das Gemälde hl. Agate malte Simon Hitzenthaler (1791).